# Segelerita
La segelerita es un mineral del grupo de los fosfatos. Forma cristales verdes muy llamativos. Fue descubierto en 1974 en las Black Hills, Dakota del Sur, por el mineralogista amateur norteamericano, especialista en minerales del fosfato, Curt G.  Segeler (1901-1989), 
Es muy parecido y casi el mismo mineral que la overita, con una fórmula muy parecida solo que sustituyendo el hierro por aluminio. Otro mineral parecido es la juonniíta, sustituyendo el hierro por escandio.

## Ambiente de formación
Aparece en rocas ígneas de tipo granitos pegmatíticos.